# Procecidocharoides
Procecidocharoides är ett släkte av tvåvingar. Procecidocharoides ingår i familjen borrflugor.
Kladogram enligt Catalogue of Life:
| Procecidocharoides | \| \| Procecidocharoides flavissima \| \| \| \| \| \| Procecidocharoides penelope \| \| \| \| \| \| Procecidocharoides pullata \| \| \| \| |
|                    | \| \| Procecidocharoides flavissima \| \| \| \| \| \| Procecidocharoides penelope \| \| \| \| \| \| Procecidocharoides pullata \| \| \| \| |
|                    | Procecidocharoides flavissima |
|                    | |
|                    | Procecidocharoides penelope |
|                    | |
|                    | Procecidocharoides pullata |
|                    | |